# Викман, Кристер
Ханс Кристер Викман (швед. Hans Krister Wickman; 13 апреля 1924 года, Стокгольм, Швеция — 10 сентября 1993 года, там же) — шведский государственный деятель, министр иностранных дел Швеции (1971—1973).

## Биография
Родился в семье известного журналиста, доктора философии Йоханнеса Викмана. В 1948 г. в Стокгольме получил высшее юридическое образование и в 1953 г. степень лиценциата по философии и экономике, этот период работал в Институте экономических исследований (1951). В 1940-х гг. организовал литературную группу, писал стихи и эссе.
В 1960 г. был назначен начальником бюро, занимал пост секретаря парламентского комитета по надзору за Банком Швеции и государственным долгом (bankoutskottet) (1953—1958). В 1959 г. был назначен заместителем министра финансов.
- 1962—1967 гг. — заместитель генерального директора горнодобывающей компании LKAB,
- 1964—1967 гг. — член правления Банка Швеции,
- 1967—1969 гг. — министр без портфеля в Министерстве финансов, ответственный среди прочего за продовольственную политику,
- 1969—1971 гг. — министр промышленности, на этой должности установил надзор за убыточными промышленными предприятиями,
- 1971—1973 гг. — министр иностранных дел Швеции. На этом посту в ходе парламентских дебатов в марте 1972 г. он поддержал восточногерманскую политику канцлера ФРГ Вилли Брандта и выразил обеспокоенность в связи с усилением бомбардировок во Вьетнаме. Он также исключил возможность шведского членства в ЕЭС из-за нейтралитета страны, что было раскритиковано лидером консерваторов Йёсте Боманом. В декабре 1972 г. были установлены дипломатические отношения с ГДР, в 1973 г. — с КНДР.
- 1973—1976 гг. — председатель Банка Швеции.

В 1975 г. был избран действительным членом Королевской Академии инженерных наук. Также являлся председателем Шведского киноинститута (1963—1967).